# Maja Waroschitz
Maja Waroschitz (25 maggio 2006) è una sciatrice alpina austriaca.

## Biografia
Specialista delle prove tecniche attiva dal novembre del 2022, Maja Waroschitz ha esordito in Coppa Europa il 9 dicembre 2023 a Mayrhofen in slalom gigante e in Coppa del Mondo il 10 marzo 2024 a Åre in slalom speciale, in entrambi i casi senza completare la prova; ai IV Giochi olimpici giovanili invernali di Gangwon 2024 ha vinto tre medaglie d'oro: nello slalom speciale, nella combinata e nel parallelo a squadre (assieme a Florian Neumayer). Non ha preso parte a rassegne olimpiche o iridate.

## Palmarès

### Olimpiadi giovanili
- 3 medaglie:
  - 3 ori (slalom speciale, combinata, parallelo a squadre a Gangwon 2024)

### Coppa Europa
- Miglior piazzamento in classifica generale: 51ª nel 2025

### Campionati austriaci
- 1 medaglia:
  - 1 oro (slalom speciale nel 2024)